# Cyclisme sur piste aux Jeux olympiques d'été de 2012
Pour un article plus général, voir Cyclisme aux Jeux olympiques d'été de 2012.
Navigation
Pékin 2008 Rio de Janeiro 2016
Les épreuves de cyclisme sur piste des Jeux olympiques d'été de 2012 se déroulent entre le 2 et le 7 août 2012 au Vélodrome de Londres.
Elles sont composées pour les hommes et les femmes de trois épreuves de sprint (Vitesse individuelle, Vitesse par équipes, Keirin), d'une épreuve d'endurance (Poursuite par équipes) et d'une épreuve combinée (Omnium).

## Calendrier
| Calendrier des épreuves cyclistes | Calendrier des épreuves cyclistes | Calendrier des épreuves cyclistes | Calendrier des épreuves cyclistes | Calendrier des épreuves cyclistes | Calendrier des épreuves cyclistes | Calendrier des épreuves cyclistes | Calendrier des épreuves cyclistes | Calendrier des épreuves cyclistes | Calendrier des épreuves cyclistes | Calendrier des épreuves cyclistes | Calendrier des épreuves cyclistes | Calendrier des épreuves cyclistes | Calendrier des épreuves cyclistes | Calendrier des épreuves cyclistes | Calendrier des épreuves cyclistes | Calendrier des épreuves cyclistes | Calendrier des épreuves cyclistes | Calendrier des épreuves cyclistes |
| Juillet/août 2012                 | Juillet/août 2012                 | 27                                | 28                                | 29                                | 30                                | 31                                | 1                                 | 2                                 | 3                                 | 4                                 | 5                                 | 6                                 | 7                                 | 8                                 | 9                                 | 10                                | 11                                | 12                                |
| --------------------------------- | --------------------------------- | --------------------------------- | --------------------------------- | --------------------------------- | --------------------------------- | --------------------------------- | --------------------------------- | --------------------------------- | --------------------------------- | --------------------------------- | --------------------------------- | --------------------------------- | --------------------------------- | --------------------------------- | --------------------------------- | --------------------------------- | --------------------------------- | --------------------------------- |
| Piste                             |                                   |                                   |                                   |                                   |                                   |                                   |                                   | 2                                 | 2                                 | 1                                 | 1                                 | 1                                 | 3                                 |                                   |                                   |                                   |                                   |                                   |

|  | Jour de compétition |  | Jour de finale | 4 | Nombre de finales |

## Programme
| Événements | Événements            | Calendrier (Août) | Calendrier (Août) | Calendrier (Août) | Calendrier (Août) | Calendrier (Août) | Calendrier (Août) |
| Événements | Événements            | 2                 | 3                 | 4                 | 5                 | 6                 | 7                 |
| HOMMES     | Vitesse individuelle  |                   |                   | Q                 | Q                 | F                 |                   |
| HOMMES     | Vitesse par équipes   | F                 |                   |                   |                   |                   |                   |
| HOMMES     | Keirin                |                   |                   |                   |                   |                   | F                 |
| HOMMES     | Poursuite par équipes | Q                 | F                 |                   |                   |                   |                   |
| HOMMES     | Omnium                |                   |                   | F                 | F                 |                   |                   |
| FEMMES     | Vitesse individuelle  |                   |                   |                   | Q                 | Q                 | F                 |
| FEMMES     | Vitesse par équipes   | F                 |                   |                   |                   |                   |                   |
| FEMMES     | Keirin                |                   | F                 |                   |                   |                   |                   |
| FEMMES     | Poursuite par équipes |                   | Q                 | F                 |                   |                   |                   |
| FEMMES     | Omnium                |                   |                   |                   |                   | F                 | F                 |

| Q | Jour de qualifications uniquement | F | Jour de finales |

## Épreuves

### Hommes
| Podiums                                   | Or                                                                       | Argent                                                            | Bronze                                                            |
| Vitesse individuelle résultats détaillés  | Jason Kenny (GBR)                                                        | Grégory Baugé (FRA)                                               | Shane Perkins                                                     |
| Vitesse par équipes résultats détaillés   | Grande-Bretagne Philip Hindes Chris Hoy Jason Kenny                      | France Grégory Baugé Michaël D'Almeida Kévin Sireau               | Allemagne René Enders Maximilian Levy Robert Förstemann           |
| Keirin résultats détaillés                | Chris Hoy (GBR)                                                          | Maximilian Levy (GER)                                             | Simon van Velthooven (NZL) Teun Mulder (NED)                      |
| Poursuite par équipes résultats détaillés | Grande-Bretagne Steven Burke Edward Clancy Peter Kennaugh Geraint Thomas | Australie Jack Bobridge Rohan Dennis Michael Hepburn Glenn O'Shea | Nouvelle-Zélande Sam Bewley Westley Gough Marc Ryan Jesse Sergent |
| Omnium résultats détaillés                | Lasse Norman Hansen (DEN)                                                | Bryan Coquard (FRA)                                               | Edward Clancy (GBR)                                               |

### Femmes
| Podiums                                   | Or                                                       | Argent                                            | Bronze                                               |
| Vitesse individuelle résultats détaillés  | Anna Meares (AUS)                                        | Victoria Pendleton (GBR)                          | Guo Shuang                                           |
| Vitesse par équipes résultats détaillés   | Allemagne Kristina Vogel Miriam Welte                    | Chine Gong Jinjie Guo Shuang                      | Australie Kaarle McCulloch Anna Meares               |
| Keirin résultats détaillés                | Victoria Pendleton (GBR)                                 | Guo Shuang                                        | Lee Wai-sze (HKG)                                    |
| Poursuite par équipes résultats détaillés | Grande-Bretagne Danielle King Joanna Rowsell Laura Trott | États-Unis Dotsie Bausch Sarah Hammer Jennie Reed | Canada Gillian Carleton Jasmin Glaesser Tara Whitten |
| Omnium résultats détaillés                | Laura Trott (GBR)                                        | Sarah Hammer (USA)                                | Annette Edmondson (AUS)                              |

## Résultats détaillés

### Hommes

#### Vitesse individuelle
| Pos.                                | Coureur            | Pays               |
| ----------------------------------- | ------------------ | ------------------ |
| Médaille d'or, Jeux olympiques      | Jason Kenny        | Grande-Bretagne    |
| Médaille d'argent, Jeux olympiques  | Grégory Baugé      | France             |
| Médaille de bronze, Jeux olympiques | Shane Perkins      | Australie          |
| 4                                   | Njisane Phillip    | Trinité-et-Tobago  |
| 5                                   | Denis Dmitriev     | Russie             |
| 6                                   | Jimmy Watkins      | États-Unis         |
| 7                                   | Robert Förstemann  | Allemagne          |
| 8                                   | Azizulhasni Awang  | Malaisie           |
| 9                                   | Seiichiro Nakagawa | Japon              |
| 10                                  | Pavel Kelemen      | République tchèque |

#### Vitesse par équipes
| Pos.                                | Coureurs                                           | Pays             | Temps       |
| ----------------------------------- | -------------------------------------------------- | ---------------- | ----------- |
| Médaille d'or, Jeux olympiques      | Philip Hindes Chris Hoy Jason Kenny                | Grande-Bretagne  | 42.600 (RM) |
| Médaille d'argent, Jeux olympiques  | Grégory Baugé Michaël D'Almeida Kévin Sireau       | France           | 43.013      |
| Médaille de bronze, Jeux olympiques | René Enders Maximilian Levy Robert Förstemann      | Allemagne        | 43.209      |
| 4                                   | Matthew Glaetzer Shane Perkins Scott Sunderland    | Australie        | 43.355      |
| 5                                   | Edward Dawkins Ethan Mitchell Simon van Velthooven | Nouvelle-Zélande | 43.495      |
| 6                                   | Cheng Changsong Zhang Lei Zhang Miao               | Chine            | 43.505      |
| 7                                   | Sergei Borisov Denis Dmitriev Sergey Kocherov      | Russie           | 43.909      |
| 8                                   | Seiichiro Nakagawa Yudai Nitta Kazunari Watanabe   | Japon            | 43.964      |
| 9                                   | Hersony Canelón César Marcano Ángel Pulgar         | Venezuela        | 44.654      |
| 10                                  | Maciej Bielecki Damian Zieliński Kamil Kuczyński   | Pologne          | 44.712      |

#### Keirin
| Pos.                                | Coureur              | Pays              |
| ----------------------------------- | -------------------- | ----------------- |
| Médaille d'or, Jeux olympiques      | Chris Hoy            | Grande-Bretagne   |
| Médaille d'argent, Jeux olympiques  | Maximilian Levy      | Allemagne         |
| Médaille de bronze, Jeux olympiques | Simon van Velthooven | Nouvelle-Zélande  |
| Médaille de bronze, Jeux olympiques | Teun Mulder          | Pays-Bas          |
| 5                                   | Shane Perkins        | Australie         |
| 6                                   | Azizulhasni Awang    | Malaisie          |
| 7                                   | Njisane Phillip      | Trinité-et-Tobago |
| 8                                   | Mickaël Bourgain     | France            |
| 9                                   | Christos Volikakis   | Grèce             |
| 10                                  | Juan Peralta         | Espagne           |

#### Poursuite par équipes
| Pos.                                | Coureur                                                                       | Pays             | Temps               |
| ----------------------------------- | ----------------------------------------------------------------------------- | ---------------- | ------------------- |
| Médaille d'or, Jeux olympiques      | Edward Clancy Geraint Thomas Steven Burke Peter Kennaugh                      | Grande-Bretagne  | 3 min 51 s 659 (RM) |
| Médaille d'argent, Jeux olympiques  | Jack Bobridge Glenn O'Shea Rohan Dennis Michael Hepburn                       | Australie        | 3 min 54 s 581      |
| Médaille de bronze, Jeux olympiques | Sam Bewley Westley Gough Marc Ryan Jesse Sergent                              | Nouvelle-Zélande | 3 min 55 s 952      |
| 4                                   | Ievgueni Kovalev Ivan Kovalev Alexei Markov Alexander Serov                   | Russie           | 3 min 58 s 282      |
| 5                                   | Lasse Norman Hansen Michael Mørkøv Rasmus Christian Quaade Casper von Folsach | Danemark         | 3 min 57 s 396      |
| 6                                   | Pablo Bernal Sebastián Mora David Muntaner Albert Torres                      | Espagne          | 3 min 59 s 520      |
| 7                                   | Levi Heimans Jenning Huizenga Wim Stroetinga Tim Veldt                        | Pays-Bas         | 4 min 4 s 029       |
| 8                                   | Juan Esteban Arango Edwin Ávila Arles Castro Weimar Roldán                    | Colombie         | 4 min 5 s 485       |
| 9                                   | Gijs Van Hoecke Dominique Cornu Jonathan Dufrasne Kenny De Ketele             | Belgique         | 4 min 4 s 053       |
| 10                                  | Choi Seung-woo Jang Sun-jae Park Keon-woo Park Seon-ho                        | Corée du Sud     | 4 min 7 s 210       |

#### Omnium
| Pos.                                | Nom                       | Tour lancé | Course aux points | Course à élimination | Poursuite individuelle | Scratch | Kilomètre | Total |
| ----------------------------------- | ------------------------- | ---------- | ----------------- | -------------------- | ---------------------- | ------- | --------- | ----- |
| Médaille d'or, Jeux olympiques      | Lasse Norman Hansen (DEN) | 4          | 2                 | 12                   | 1                      | 6       | 2         | 27    |
| Médaille d'argent, Jeux olympiques  | Bryan Coquard (FRA)       | 5          | 4                 | 1                    | 12                     | 3       | 4         | 29    |
| Médaille de bronze, Jeux olympiques | Edward Clancy (GBR)       | 1          | 11                | 5                    | 2                      | 10      | 1         | 30    |
| 4                                   | Roger Kluge (GER)         | 11         | 1                 | 7                    | 5                      | 4       | 5         | 33    |
| 5                                   | Glenn O'Shea (AUS)        | 3          | 8                 | 3                    | 3                      | 14      | 3         | 34    |
| 6                                   | Elia Viviani (ITA)        | 6          | 5                 | 2                    | 7                      | 5       | 9         | 34    |
| 7                                   | Zachary Bell (CAN)        | 7          | 13                | 10                   | 8                      | 1       | 10        | 49    |
| 8                                   | Shane Archbold (NZL)      | 2          | 15                | 6                    | 6                      | 13      | 6         | 48    |
| 9                                   | Eloy Teruel (ESP)         | 14         | 3                 | 17                   | 9                      | 2       | 14        | 59    |
| 10                                  | Juan Esteban Arango (COL) | 8          | 17                | 13                   | 4                      | 11      | 7         | 60    |

### Femmes

#### Vitesse individuelle
| Pos.                                | Coureur            | Pays            |
| ----------------------------------- | ------------------ | --------------- |
| Médaille d'or, Jeux olympiques      | Anna Meares        | Australie       |
| Médaille d'argent, Jeux olympiques  | Victoria Pendleton | Grande-Bretagne |
| Médaille de bronze, Jeux olympiques | Guo Shuang         | Chine           |
| 4                                   | Kristina Vogel     | Allemagne       |
| 5                                   | Simona Krupeckaitė | Lituanie        |
| 6                                   | Lisandra Guerra    | Cuba            |
| 7                                   | Lyubov Shulika     | Ukraine         |
| 8                                   | Olga Panarina      | Biélorussie     |
| 9                                   | Willy Kanis        | Pays-Bas        |
| 10                                  | Lee Wai-sze        | Hong Kong       |

#### Vitesse par équipes
| Pos.                                | Coureuses                           | Pays            | Temps      |
| ----------------------------------- | ----------------------------------- | --------------- | ---------- |
| Médaille d'or, Jeux olympiques      | Kristina Vogel Miriam Welte         | Allemagne       | 32.798     |
| Médaille d'argent, Jeux olympiques  | Gong Jinjie Guo Shuang              | Chine           | Déclassées |
| Médaille de bronze, Jeux olympiques | Kaarle McCulloch Anna Meares        | Australie       | 32.727     |
| 4                                   | Lyubov Shulika Olena Tsyos          | Ukraine         | 33.491     |
| 5                                   | Yvonne Hijgenaar Willy Kanis        | Pays-Bas        | 33.090     |
| 6                                   | Sandie Clair Virginie Cueff         | France          | 33.707     |
| 7                                   | Diana García Juliana Gaviria        | Colombie        | 34.415     |
| 8                                   | Victoria Pendleton Jessica Varnish  | Grande-Bretagne | Déclassées |
| 9                                   | Lee Eun-Ji Lee Hye-Jin              | Corée du Sud    | 34.636     |
| 10                                  | Daniela Larreal Mariaesthela Vilera | Venezuela       | 34.870     |

#### Keirin
| Pos.                                | Coureur            | Pays            |
| ----------------------------------- | ------------------ | --------------- |
| Médaille d'or, Jeux olympiques      | Victoria Pendleton | Grande-Bretagne |
| Médaille d'argent, Jeux olympiques  | Guo Shuang         | Chine           |
| Médaille de bronze, Jeux olympiques | Lee Wai-sze        | Hong Kong       |
| 4                                   | Clara Sanchez      | France          |
| 5                                   | Anna Meares        | Australie       |
| 6                                   | Monique Sullivan   | Canada          |
| 7                                   | Simona Krupeckaitė | Lituanie        |
| 8                                   | Ekaterina Gnidenko | Russie          |
| 9                                   | Daniela Larreal    | Venezuela       |
| 10                                  | Kristina Vogel     | Allemagne       |

#### Poursuite par équipes
| Pos.                                | Coureuses                                              | Pays             | Temps               |
| ----------------------------------- | ------------------------------------------------------ | ---------------- | ------------------- |
| Médaille d'or, Jeux olympiques      | Danielle King Laura Trott Joanna Rowsell               | Grande-Bretagne  | 3 min 14 s 051 (RM) |
| Médaille d'argent, Jeux olympiques  | Sarah Hammer Dotsie Bausch Jennie Reed                 | États-Unis       | 3 min 19 s 727      |
| Médaille de bronze, Jeux olympiques | Tara Whitten Gillian Carleton Jasmin Glaesser          | Canada           | 3 min 17 s 915      |
| 4                                   | Annette Edmondson Melissa Hoskins Josephine Tomic      | Australie        | 3 min 18 s 096      |
| 5                                   | Lauren Ellis Jaime Nielsen Alison Shanks               | Nouvelle-Zélande | 3 min 19 s 351      |
| 6                                   | Kirsten Wild Amy Pieters Eleonora van Dijk             | Pays-Bas         | 3 min 23 s 256      |
| 7                                   | Tatsiana Sharakova Alena Dylko Aksana Papko            | Biélorussie      | 3 min 20 s 245      |
| 8                                   | Judith Arndt Charlotte Becker Lisa Brennauer           | Allemagne        | 3 min 20 s 824      |
| 9                                   | Yelizaveta Bochkarova Svitlana Galyuk Lesya Kalitovska | Ukraine          | 3 min 25 s 160      |
| 10                                  | Jiang Fan Jiang Wenwen Liang Jing                      | Chine            | 3 min 26 s 049      |

#### Omnium
| Pos.                                | Nom                      | Tour lancé | Course aux points | Course à élimination | Poursuite individuelle | Scratch | Kilomètre | Total |
| ----------------------------------- | ------------------------ | ---------- | ----------------- | -------------------- | ---------------------- | ------- | --------- | ----- |
| Médaille d'or, Jeux olympiques      | Laura Trott (GBR)        | 1          | 10                | 1                    | 2                      | 3       | 1         | 18    |
| Médaille d'argent, Jeux olympiques  | Sarah Hammer (USA)       | 5          | 5                 | 2                    | 1                      | 2       | 4         | 19    |
| Médaille de bronze, Jeux olympiques | Annette Edmondson (AUS)  | 3          | 11                | 3                    | 4                      | 1       | 2         | 24    |
| 4                                   | Tara Whitten (CAN)       | 7          | 3                 | 8                    | 3                      | 6       | 10        | 37    |
| 5                                   | Jolien D'Hoore (BEL)     | 10         | 4                 | 6                    | 8                      | 5       | 12        | 45    |
| 6                                   | Kirsten Wild (NED)       | 4          | 16                | 5                    | 6                      | 4       | 15        | 50    |
| 7                                   | Joanne Kiesanowski (NZL) | 16         | 7                 | 7                    | 11                     | 7       | 7         | 55    |
| 8                                   | Marlies Mejías (CUB)     | 8          | 12                | 9                    | 9                      | 14      | 5         | 57    |
| 9                                   | Tatsiana Sharakova (BLR) | 12         | 2                 | 15                   | 5                      | 12      | 13        | 59    |
| 10                                  | Evgenia Romanyuta (RUS)  | 15         | 6                 | 4                    | 10                     | 10      | 16        | 61    |

## Tableau des médailles
- Pays organisateur (Royaume-Uni)

| Rang  | Nation           | Or | Argent | Bronze | Total |
| ----- | ---------------- | -- | ------ | ------ | ----- |
| 1     | Grande-Bretagne  | 7  | 1      | 1      | 9     |
| 2     | Australie        | 1  | 1      | 3      | 4     |
| 3     | Allemagne        | 1  | 1      | 1      | 3     |
| 4     | Danemark         | 1  | 0      | 0      | 1     |
| 5     | France           | 0  | 3      | 0      | 3     |
| 6     | Chine            | 0  | 2      | 1      | 3     |
| 7     | États-Unis       | 0  | 2      | 0      | 2     |
| 8     | Nouvelle-Zélande | 0  | 0      | 2      | 2     |
| 9     | Canada           | 0  | 0      | 1      | 1     |
| 9     | Hong Kong        | 0  | 0      | 1      | 1     |
| 9     | Pays-Bas         | 0  | 0      | 1      | 1     |
| Total | Total            | 10 | 10     | 11     | 31    |